# ニコラウス3世 (ローマ教皇)
ニコラウス3世（Nicholaus III、1210年から1220年 - 1280年8月22日）は、ローマ教皇（在位：1277年 - 1280年）。オルシーニ家出身で、本名はジョヴァンニ・ガエターノ・オルシーニ（Giovanni Gaetano Orsini）。ヨハネス21世の在位中よりローマ教皇庁の政治を主導し、その死後に教皇に選出された。教皇領における外国人、とりわけシャルル・ダンジューの影響力の排除に苦心した。

## 生涯・業績

### 枢機卿
マテオ・ロッソ・オルシーニと妻ペルナ・ガエターナ（Perna Gaetana）の息子として生まれた。父はオルシーニ家出身で、母はガエターニ家出身だった。父がフランシスコ会の創設者アッシジのフランチェスコの友人だったこともあり、オルシーニは後に枢機卿、教皇に就任した後もフランシスコ会に友好的だった。
父が神聖ローマ皇帝フリードリヒ2世のイタリア遠征にあたりローマを守備したとしてローマ教皇庁に評価され、教皇インノケンティウス4世は1244年5月28日にオルシーニをサン・ニコラ・イン・カルチェレの助祭枢機卿に任命、さらにヨーク、ラン、ソワソンの聖職禄を与えた。同年6月29日にインノケンティウスがチヴィタヴェッキアからジェノヴァ、リヨンに逃亡したときはオルシーニも同行した。1252年、フィレンツェにおける教皇派と皇帝派の講和に使節として派遣されたが、講和は失敗に終わった。
1258年にフランス王ルイ9世がイングランド王ヘンリー3世と講和するにあたり、オルシーニを批准に適する使者として高く評価した。枢機卿団のなかでも影響力が高まり、1261年のウルバヌス4世選出はオルシーニによるところが大きかった。こうした経緯により、ウルバヌス4世は1263年にオルシーニをフランシスコ会の保護者に任命した。クレメンス4世の治世においては、1265年6月28日にシャルル・ダンジューのナポリ王戴冠が行われたが、クレメンス4世はオルシーニを戴冠を見届ける枢機卿4名のうちの1名に選出した。グレゴリウス10世の選出も主導し、ヨハネス21世からは1276年にサン・ピエトロ大聖堂の主席司祭への任命を受けた。

### 教皇
1276年9月に就任したヨハネス21世は学者で政治に関心がなかったので、オルシーニは政策の詳細を任された。1277年5月にヨハネス21世が事故死すると、コンクラーヴェが行われたが、オルシーニがシャルル・ダンジューと敵対していたため、枢機卿のうち3名がオルシーニを支持し、3名が反対した。これによりコンクラーヴェは膠着し、オルシーニが選出されたのは半年後の11月25日のことだった。教皇に選出されたオルシーニはニコラウス3世を名乗った。ニコラウス3世は選出された翌日にローマに戻り、12月26日にローマ司教に叙階され、教皇として戴冠した。
ニコラウス3世の政策はインノケンティウス5世の政策に反し、グレゴリウス10世の政策を継承したものであり、その目標は教皇領を外国の影響力から脱することだった。ニコラウス3世はまずローマ王ルドルフ1世を説得して、1278年5月にコンコルダートを締結した。これによりルドルフ1世は東ローマ帝国時代のラヴェンナ司教管区とロマーニャの領有権を放棄し、ニコラウス3世は甥ラティーノ・マラブランカ・オルシーニ（1278年3月12日、ニコラウス3世により枢機卿に任命）経由でロマーニャを教皇領に併合、次に甥ベルトルド・オルシーニをロマーニャ伯に叙した。このときに決定された教皇領の国境はイタリア統一運動により1860年に教皇領の大半がサルデーニャ王国に併合されるまでほぼ変わらなかった。もっとも、こうしたネポティズムにより、『カトリック百科事典』はニコラウス3世を「汚点のない品性」と評したとき、「ネポティズムといえる行動を除けば」と前置きした。
シャルル・ダンジューに対しては、説得によりトスカーナにおける教皇代理を辞任させ、ローマのSummus Senatorへの再任を目指さないようにしたうえ、1278年7月18日の法律によりローマ市政の官職はローマ人のみ就任できるとし、神聖ローマ皇帝や外国の国王による影響力を排除した。またルドルフ1世とシャルル・ダンジューの和解を目指して、ルドルフ1世の娘クレメンティアとシャルルの孫シャルル・マルテルの婚約を成立させた。一方でフランス王国とカスティーリャ王国の和解は失敗に終わった。
東西教会の合同をめぐり、ニコラウス3世はヨハネス21世と同じく、合同の継続を目指した。しかしコンスタンティノープルに派遣した教皇特使には東方教会に対し、前任者より厳しい合同の条件を課すよう命じた。また『カトリック百科事典』はニコラウス3世が教義上の理由ではなく、政治上の理由により合同の継続に同意したと評している。
フランシスコ会の穏健派と厳格派の論争をめぐり、1279年8月14日に教皇勅書Exiit qui seminatを出し、厳格派を支持した。
巨額を投じてラテラノ宮殿とバチカン宮殿を改修・増築し、バチカン宮殿周辺の土地を購入して庭園を設けた。またバチカンのサン・ピエトロ大聖堂も改築した。
1280年8月22日、ヴィテルボ近くのソリアーノ・ネル・チミーノにて卒中で死去した。バチカンのサン・ピエトロ大聖堂に埋葬された。
ダンテ・アリギエーリの『神曲』ではネポティズムにより地獄に落ちたニコラウス3世が書かれている。